# Margarethenschanze

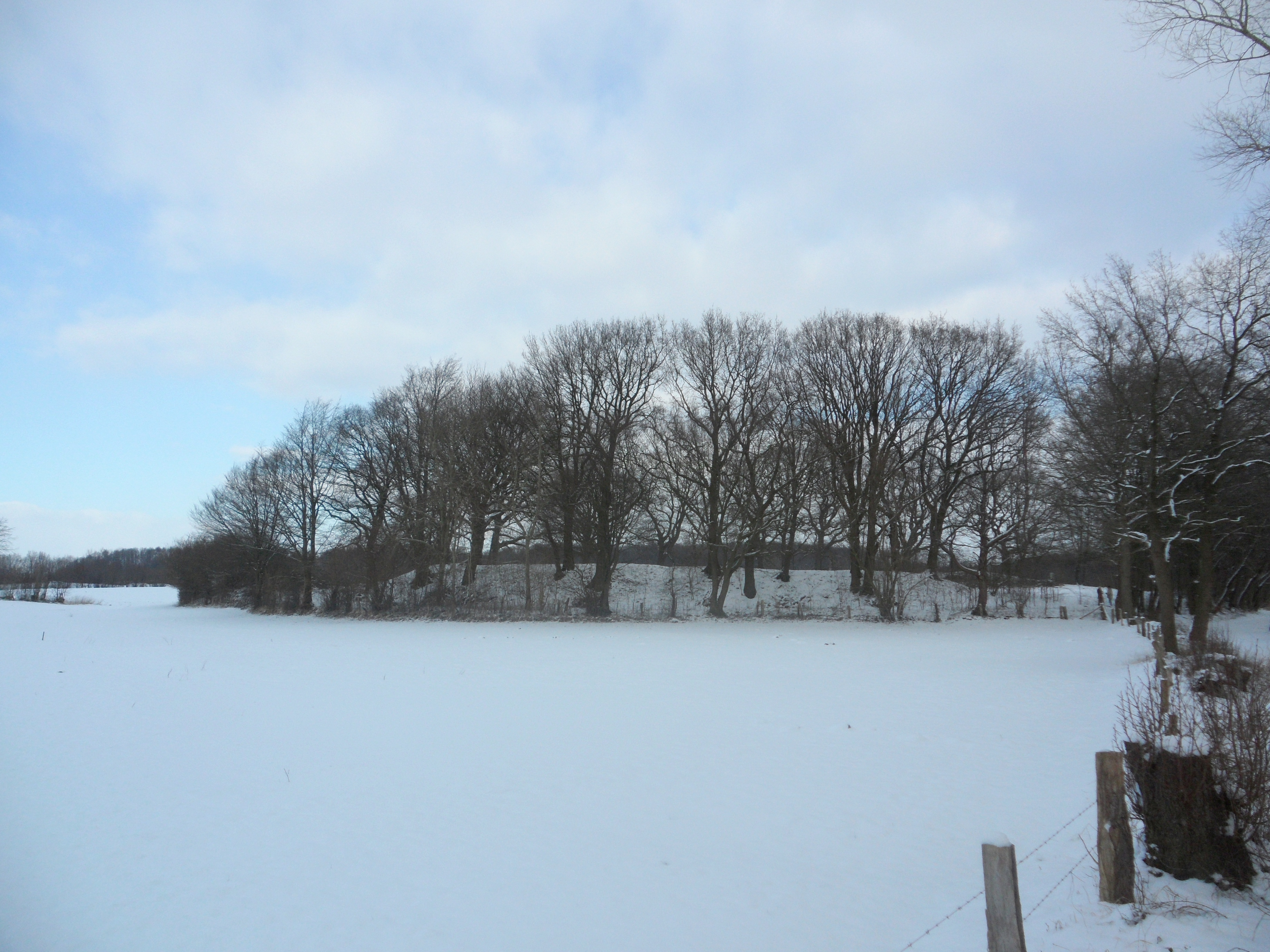
Blick von Süden, deutlich erkennbar die Form des Walls

Die Margarethenschanze, auch Einfelder Burg genannt, ist eine Wallburg im Norden von Neumünster, im Stadtteil Einfeld direkt am Einfelder See. Von der Burg, die wahrscheinlich im 9. Jahrhundert entstand, ist noch der nordwestliche Teil des Ringwalls erhalten. Die annähernd runde Anlage hatte eine Größe von rund 90 bis 100 Metern im Durchmesser.

## Lage
Direkt am westlichen Ufer des Einfelder Sees gelegen und abseits der mittelalterlichen Verkehrswege lag diese Niederungsburg durch die im Westen und Norden vorhandene Ellhornniederung und kleinere Moore vor Angriffen gut geschützt. Der Zuweg zur Burg führte durch ein Sumpfgebiet dicht am Ufer des Einfelder Sees entlang.

## Aufgabe
Zusammen mit der etwa sieben Kilometer weiter im Süden liegenden Wittorfer Burg und der etwa acht Kilometer im Nordosten liegenden Burganlage in Borgdorf diente auch die Margarethenschanze der Verteidigung des sächsischen Gebietes am Limes Saxoniae. Durch die abgelegene Lage und die recht schwierige Zuwegung scheint es sich bei dieser Befestigungsanlage auch um eine Schutz- und Rückzugseinrichtung für die durch die Slawen bedrohte Bevölkerung gehandelt zu haben. Andererseits war es von hier aus für bewaffnete Truppen leicht möglich, die nicht weit entfernte mittelalterliche Nord-Süd-Verbindung von Einfeld nach Nortorf zu überwachen oder zu sperren. Über das Aussehen der intakten Burg sowie den strategischen Nutzen sind keine Aufzeichnungen erhalten geblieben.

## Zustand

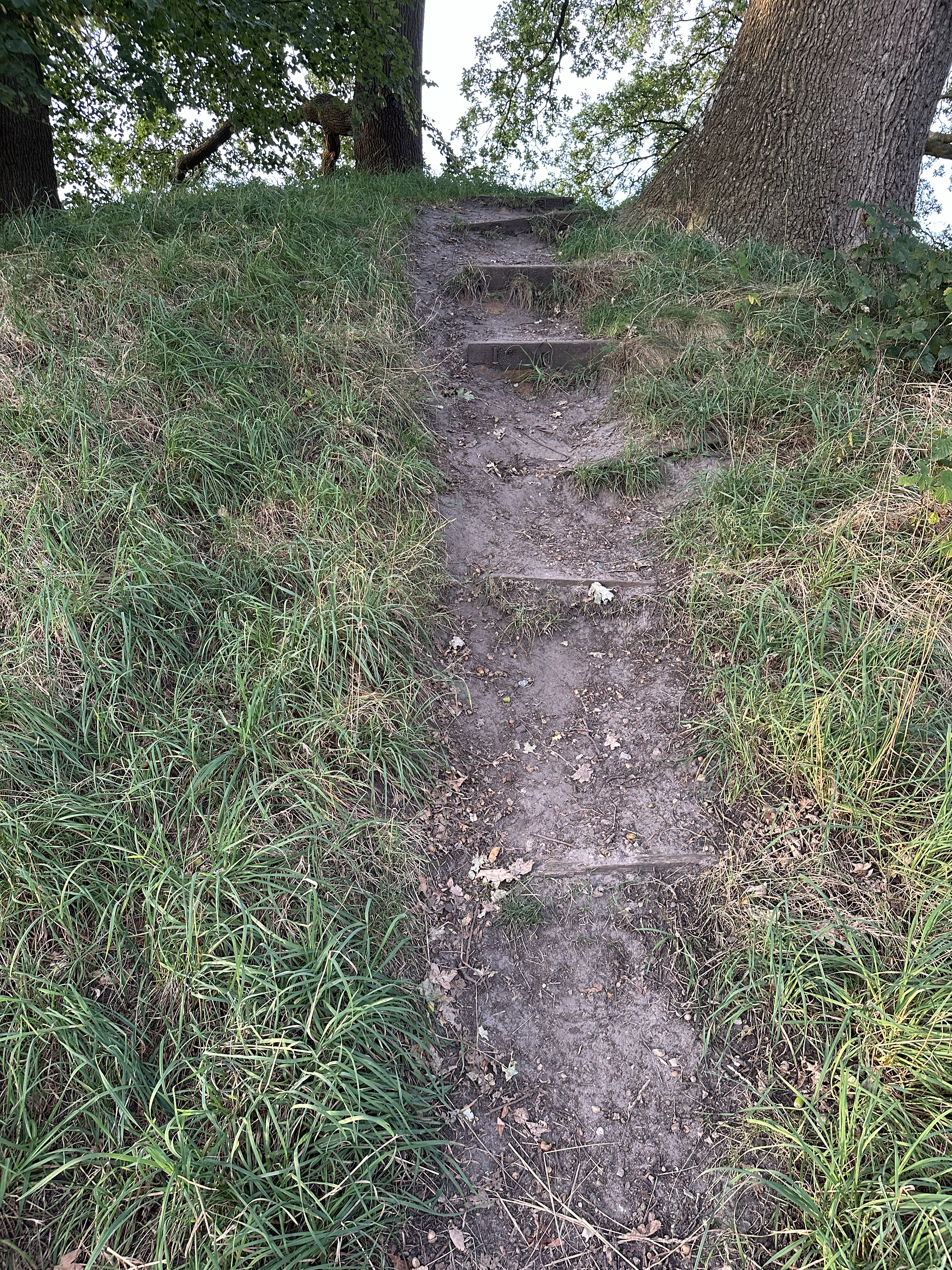
Treppenaufgang des 1985 restaurierten Walls der Margarethenschanze

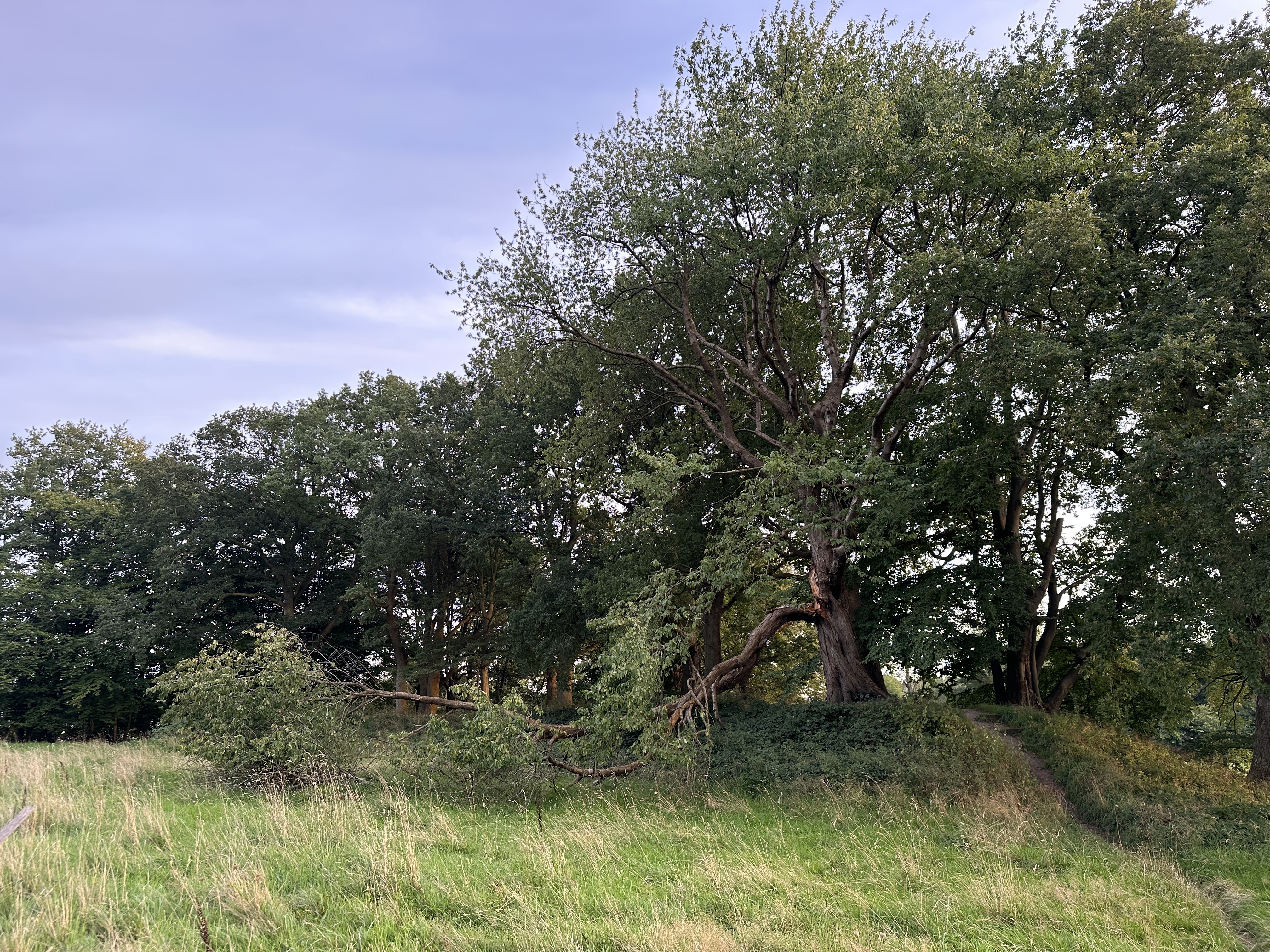
Südwestseite des Walls der Margarethenschanze

Von dem wahrscheinlich kreisförmigen Wallanlagen fehlt heute der östliche, zum See gerichtete Teil. Der noch vorhandene Wall wird von einer rund 30 Meter breiten Lücke im Westen unterbrochen. Die gesamte Anlage liegt etwa 1,5 Meter über dem Niveau der umliegenden Felder, der Wall hat eine Höhe von bis zu vier Metern. Die noch vorhandenen Teile sind mit einer Eichenbaumreihe bestanden, aber noch deutlich zu erkennen. Die Stadt Neumünster hat das Gelände unter Landschaftsschutz gestellt. Die innere Burg besteht aus einer offenen Grasfläche. Angelegte Wege führen auf dem Wall entlang und durch die innere Burg.